# Mercedes Gertz
Mercedes Gertz Loizaga es una artista plástica mexicana, egresada de la Art Students League y de Parson's School of Design, ambas de Nueva York. Desde el 2001 realiza prácticas comunitarias y talleres de arte para familias hispanas que viven en Los Angeles, California. Sus pinturas, instalaciones conceptuales y arte gráfico se han expuesto en México, Estados Unidos y Europa. Su obra gráfica Lotería de la Vida, forma parte de la colección del Museo José Luis Cuevas en la Ciudad de México.
Del año 1994 al 1998 fue cofundadora del programa infantil Aprendiendo a través del arte del Museo Guggenheim en México. Su pintura en óleo Sin título fue la portada de la revista Tierra Adentro en su edición 104 en el año 2000.
La exposición escultórica y fotográfica de las artistas Mercedes Gertz y Carmen Mariscal ...Jusqu'à La Fin Des Temps (...Para Siempre) fue diseñada para el Instituto Cultural de México en Francia en el año 2018 como parte de las actividades culturales de México en el extranjero.  La obra plástica de esta exposición tuvo como eje la reflexión crítica sobre los mitos sociales, históricos y culturales y se utilizaron para ella, materiales y soportes diversos, que incluyen papel, tela, estambre, fotografía, video, cerámica, alambre, plomo, resina y sonido. 
Las piezas que integraron esta exposición son:
- Nymphas dissolutio (2010-2018) Es una serie de mandalas hechos a partir de fragmentos fotográficos de sesiones de boda, donados a la artista por mujeres cuyos matrimonios terminaron en divorcio. Esta obra busca reconfigurar la feminidad y la individualidad por medio de collages hechos con transposición digital, utilizando para cada pieza, la imagen repetitiva de cada una de las mujeres de la serie, de esta forma se transforma el significado de las representaciones asociadas a relaciones fallidas, integrándolas a nuevos conjuntos, autónomos con un nuevo cargo afectivo, filosófico, social y corporal.[5]
- Guadinche (2012) Es una imagen que fusiona a dos arquetipos polarizados de la mujer de profundo arraigo en la sociedad mexicana: la Virgen de Guadalupe y La Malinche. Ambas representan la complejidad de una vivencia femenina dominada por estereotipos, la mujer pura y la mujer caída. Vista lateral de Guadinche

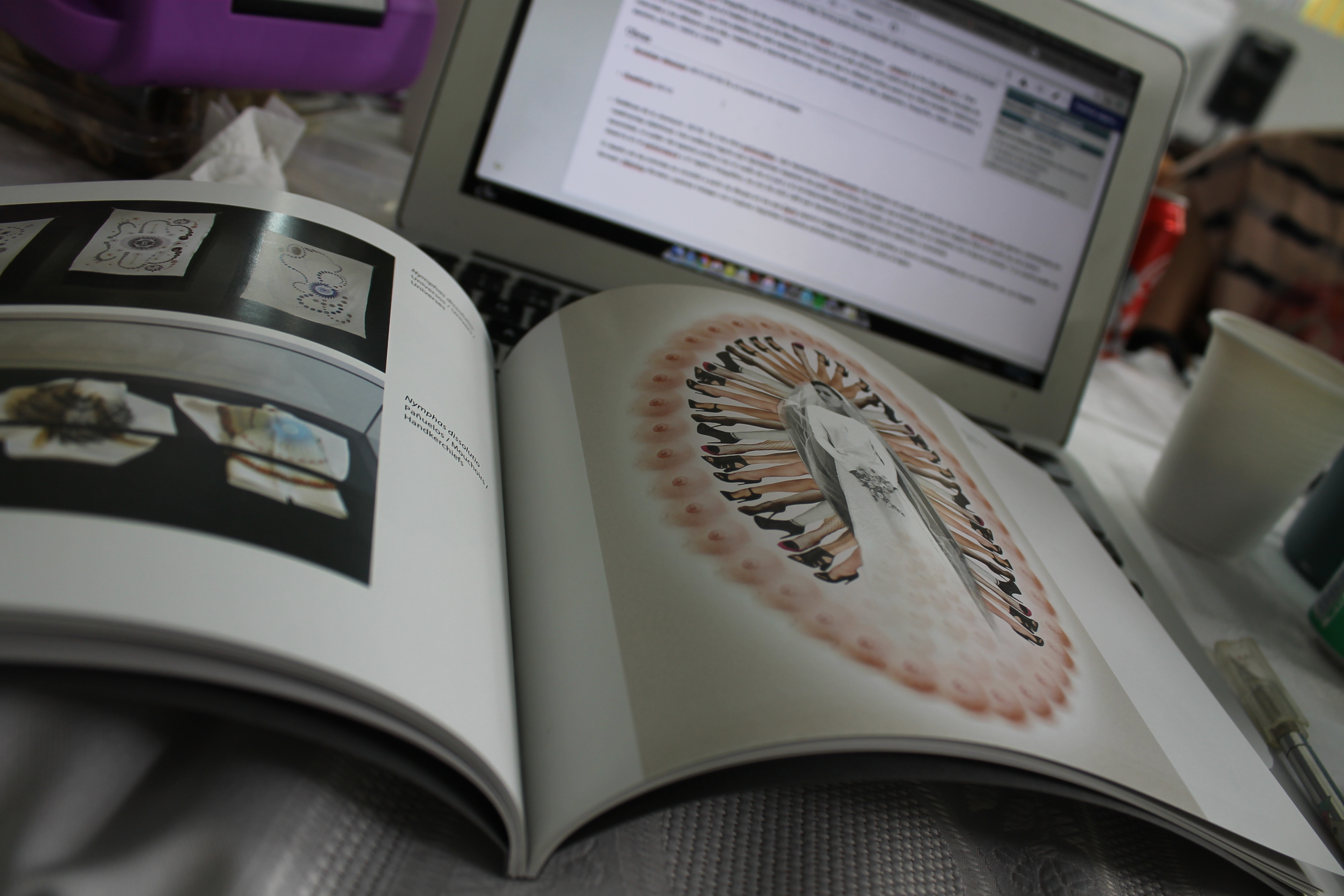
Vista lateral de Guadinche

- Suéteres de la Jerarquía  (2018)  Es una obra performática  que representa el investimento de cuerpos con poder a partir de una visión dicotómica de género, simbolizada por vestimentas distintivas: tres suéteres negros que representan espacios de poder masculinos. El suéter que simboliza el espacio religioso tiene el cuello de una sotana sacerdotal, el suéter del espacio político con el cuello de un juez y el correspondiente al espacio social, con el cuello de un caballero de la época colonial. Y un cuarto suéter se observa en el performance y el registro fotográfico, es uno de color café que representa al cuerpo femenino desnudo y vulnerable.  El diseño de las prendas se concibió a partir de dibujos en los que Gertz plasmó imágenes surgidas en sueños y fueron confeccionadas por un colectivo de Los Angeles, llamado Stitching Borders, quienes trabajan con mujeres migrantes mediante actividades comunitarias, como el tejido.[6]

## Exposiciones Individuales
- 2018 Jusqu’a la Fin des Temps, Exposición Mercedes Gertz y Carmen Mariscal, IDEMEX, París
- 2014 Nymphas Dissolutio, EME Espacio, Ciudad de México
- 2013 Nymphas Dissolutio, Catherine Neiderhauser Gallery Lausanne Suiza.
- 2012 Nymphas Dissolutio, Laurie Frank Gallery, Bergamont Station, Santa Monica
- 2009 Monjas Coronadas, Claustro de Sor Juana, Ciudad de México[7]
- 2008 Cuentos de Hadas, Galería Talento, Ciudad de México
- 2007 Fairy Tales, Catherine Neiderhausser, Lausanne Suiza
- 2003 Objects of Desire, Raid Projects Los Ángeles, CA
- 2003 Objects of Desire, Art & Idea, Ciudad de México
- 2002 Mercedes Gertz 99-02, Galería Talento, Ciudad de México
- 1997 Las Alicias, Galería Talento, Ciudad de México
- 1996 Recent Works, Jadite Gallery, N.Y
- 1996 Ondas Gertzianas, Galería Talento, Ciudad de México
- 1996 Dos Artistas, Colima 233, Ciudad de México
- 1996 Miracle on 50th. Street, Viva Galería, N.Y.
- 1994 Viva la Muerte, Gran Central Station, N.Y.[8]
- 1992 Caras Vemos, Galería Talento, Ciudad de México
- 1991 Milagros Modernos, Casa de la Cultura Jesús Reyes Heroles, Coyoacán
- 1991 A Puerta Cerrada, Galería Talento, Ciudad de México
- 1990  Galería Qualli, Ciudad de México
- 1990 Ángeles y Demonios, Consulado de México en Nueva York.
- 1990 Mujeres, Florencia Riestra, México D.F.
- 1989 Step Gallery, Soho, N.Y.
- 1989 International House Gallery, N.Y.

## Exposiciones Colectivas
- 2017  References, Rose Gallery, Bergamont  Station,  L.A. CA
- 2014  For your eyes only, Rose Gallery, Bergamont  Station,  LA CA
- 2014  Passing Through, Rose Gallery, Bergamont Station, LA CA  and I will John to get call and get
- 2010 Face to Face, Rose Gallery, Bergamont Station, LA CA
- 2007 Winter Show, Rose Gallery, Bergamont Station, LA  CA
- 2004 ARCO, Madrid
- 2004 SCOPE, Miami
- 2003 Espejos-Mirrors. Artistas contemporáneos de México en Estados Unidos, Instituto cultural de México en Washington D. C.
- 2001 Otis School of Art and Design, California
- 1998 Salón de la Plástica de Bancomer.[9] Great food great
- 1997 Miniatura, Galería Orizaba 127, Ciudad and de México
- 1996 Galería, Gilberto Mata, Ciudad de México
- 1996 Miracle on 50th. Street, Viva Galleria NY.
- 1995 Renacimiento, Galería Talento, Ciudad de México
- 1995 Visions, Merrill Lynch, Campus New Jersey
- 1995 El Romanticismo, Festival Centro Histórico Museo José Luis Cuevas, Ciudad de México
- 1994 Viva la Muerte, Grand Central Station, N.Y.
- 1993 Europalia, Diseño Industrial, Bélgica
- 1993 Galería Galileo 100, Ciudad de México
- 1993 Florencia Riestra, Ciudad de México
- 1992 Nights of Nation, International House N. Y.
- 1987 Parson’s School of Design N.Y.
- 1986 Art Student’s League N.Y.